# قائمة أسماء برامج تحرير الفيديو
وفيما يلي قائمة بـ برامج تحرير الفيديو.

## برمجيات حرة مفتوحة المصدر
البرامج المدرجة في هذا القسم هي إما برامج مجانية أو مفتوحة المصدر، وقد تكون تجارية أو لا تكون.

### نشط
- بلندر (ليونكس, فري بي إس دي, ماك او اس, ويندوز)
- إف إف إم بي إي جي (ليونكس, ماك او اس, ويندوز)
- كدنلايف (ليونكس, فري بي إس دي, ماك او اس, ويندوز)
- أوليف (برنامج) (ليونكس, ماك او اس, ويندوز) - حاليا في مرحلة ألفا
- أوبن شوت (ليونكس, فري بي إس دي, ماك او اس, ويندوز)
- بيتيفي (ليونكس, فري بي إس دي)
- شوت كت (ليونكس, فري بي إس دي, ماك او اس, ويندوز)

### متوقف الدعم
- فيرتوالدوب (ويندوز)
- فيديو لان (ليونكس, ماك او اس, ويندوز)

## برمجية محتكرة

### نشط
- كليبشامب (تطبيق ويب)
- دا فينشي ريزولف (ماك او اس, ويندوز, ليونكس, iPadOS)
- فريماك (برنامج محول فيديو) (ويندوز)
- آي موفي (iOS, ماك او اس)
- لايت وركس (ويندوز, ليونكس, ماك او اس)
- في إس دي سي محرر الفيديو المجاني (ويندوز)
- يوتيوب شورتس (اندرويد)
- أدوبي أفتر إفكتس (ماك او اس, ويندوز)
- أدوبي بريمير برو (ماك او اس, ويندوز)
- أدوبي بريمير برو (ماك او اس, ويندوز)
- إيه ڨي ٳس فيديو ميكر (ويندوز)
- كمتاسيا (ويندوز, ماك او اس) – Also تسجيل الشاشة software
- كاب كت (ويندوز, ماك او اس, iOS, اندرويد)
- كوريل فيديو ستوديو (ويندوز)
- باور دايركتور (ويندوز, ماك او اس, iOS, اندرويد)
- دا فينشي ريزولف (ماك او اس, ويندوز, ليونكس)
- فاينال كت برو (ماك او اس, iPadOS)
- بيناكل ستوديو (ويندوز)
- فيغاس برو (ويندوز)

### متوقف الدعم
- أدوبي بريمير برو (تطبيق ويب)
- الصور (مايكروسوفت) (ويندوز)[1]
- ويندوز موفي ميكر (ويندوز)
- بيناكل ستوديو (ويندوز)
- فيديو توستر (محمصة الفيديو) (ويندوز)

## انظر ايضا
- مقارنة بين محولات أنساق الفيديو
- تحرير الفيديو